# Conversione di Paolo
La conversione di Paolo è un evento descritto negli Atti degli Apostoli che segna l'adesione al cristianesimo di Saulo o Paolo di Tarso.

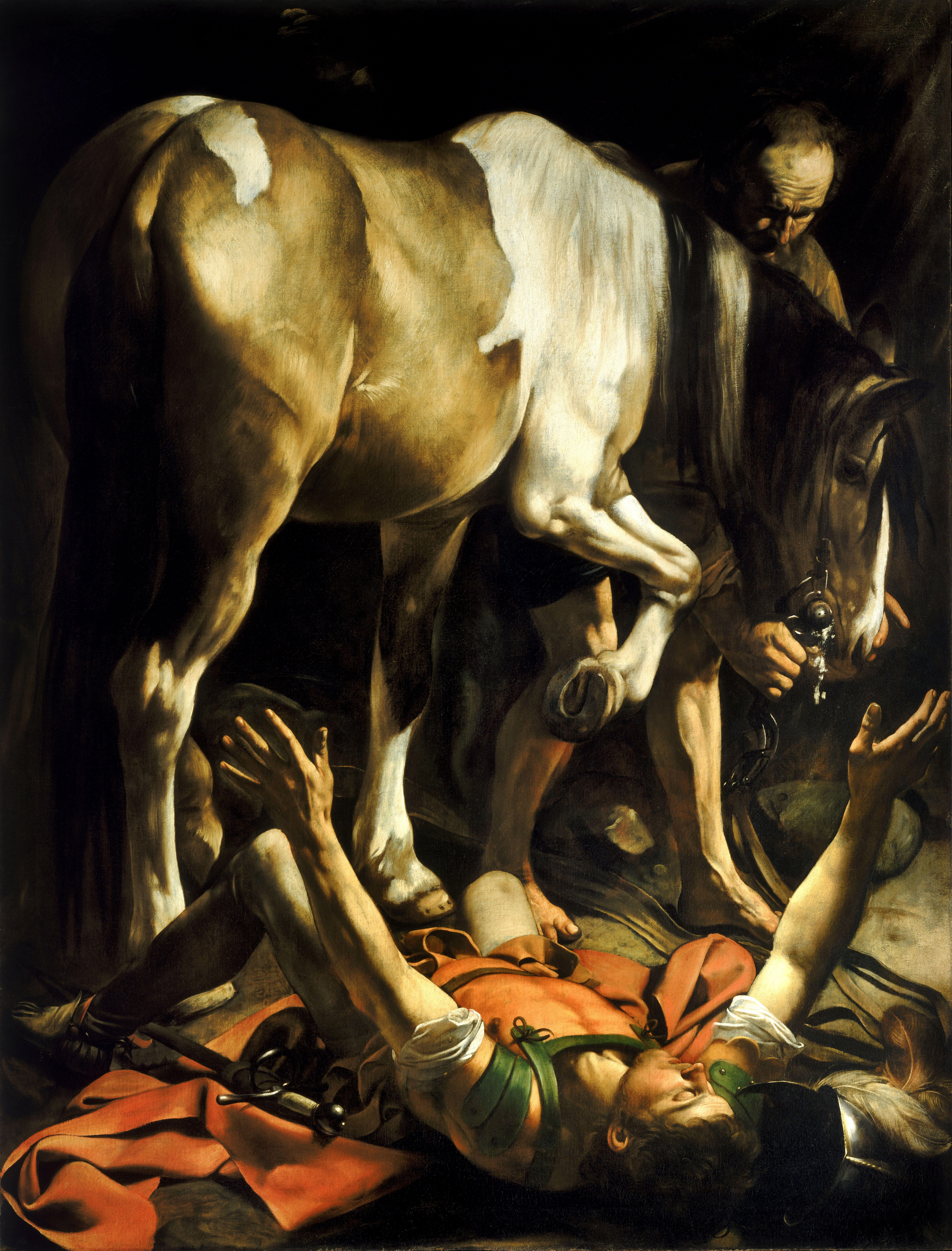
Conversione di san Paolo, dipinto di Caravaggio (1600-1601, attualmente conservato nella Basilica di Santa Maria del Popolo a Roma).

## Descrizione
Tradizionalmente l'adesione di Paolo al movimento cristiano viene indicata con il termine "conversione".
L'evento è descritto esplicitamente negli Atti degli Apostoli e accennato implicitamente in alcune lettere di Paolo. In Atti 9,1-9 c'è la descrizione narrativa dell'accaduto, che è raccontato nuovamente dallo stesso Paolo, con variazioni abbastanza notevoli, sia al termine del tentativo di linciaggio a Gerusalemme (Atti 22,6-11), sia durante la comparizione a Cesarea davanti al governatore Porcio Festo e al re Erode Agrippa II (Atti 26,12-18):

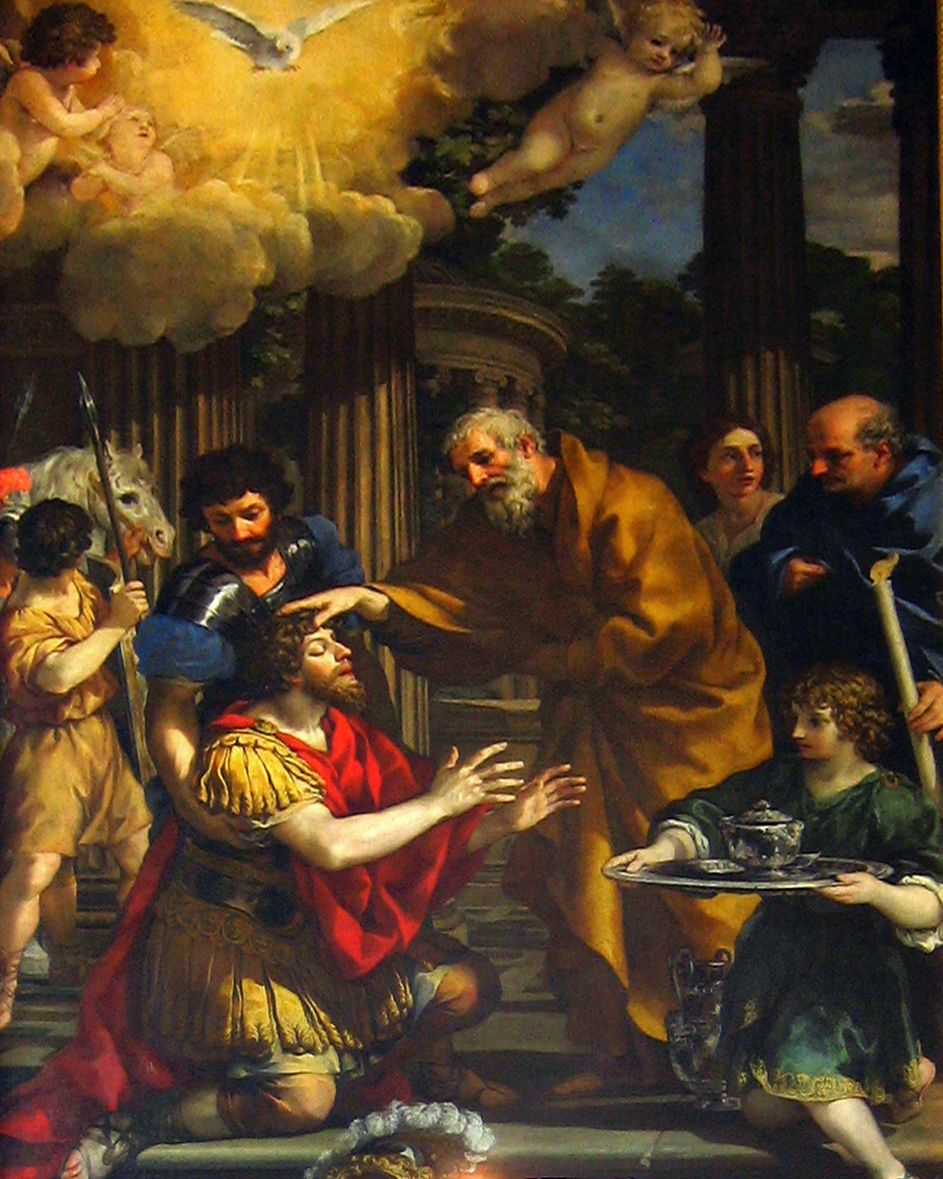
Battesimo di san Paolo da parte di Anania, dipinto di Pietro da Cortona (1631, attualmente conservato a Santa Maria della Concezione).

La tradizione artistica successiva ha immaginato la caduta a terra come una caduta da cavallo, ma il particolare è assente da tutti e tre i resoconti, sebbene rimanga possibile e verosimile poiché l'evento si verificò durante il viaggio. Dopo questa folgorazione-rivelazione-chiamata (il testo non usa mai il termine metànoia, ossia "conversione") Paolo si recò a Damasco e ricevette il battesimo da un giudeo-cristiano di nome Anania, riacquistando la vista (Atti 9,10-19; 22,12-16). Secondo il testo biblico fu tramite Anania che Gesù risorto comunicò a Paolo il mandato missionario ai gentili (Atti 9,15) che caratterizzerà il suo ministero successivo.
Gli accenni generici alla conversione contenuti in alcune lettere paoline non descrivono esplicitamente l'evento come in Atti ma si riferiscono genericamente a una maturazione ed evoluzione interiore di Paolo: Galati 1,11-17; Filippesi 3,3-17; 1 Timoteo 1,12-17; Romani 7,7-25 (nella Lettera ai Romani è così generico che non è chiaro se si riferisca o meno alla propria vicenda personale). Anche in questi passi non è usato il termine "conversione", ma i generici "chiamata", "scelta", "conquista-cattura".
L'interpretazione storica dell'evento da parte degli studiosi contemporanei è diversificata: mentre gli studiosi cristiani ammettono - tendenzialmente - il valore storico della triplice narrazione di Atti, per gli studiosi non credenti il carattere soprannaturale e miracolistico di essa, che ha come protagonista Gesù risorto, li porta a negare valore storico alla descrizione, accettando comunque la conversione al cristianesimo come testimoniata anche dalle lettere. In questo caso la descrizione dell'evento viene considerata un prodotto narrativo di Luca.
In merito all'episodio della conversione di Paolo, gli studiosi, anche cristiani, fanno rilevare una serie di discordanze interne agli Atti degli Apostoli. Infatti, secondo At9,3-7 sulla strada di Damasco i compagni di Paolo odono la voce ma non vedono nulla, esattamente il contrario di quanto affermato in At22,6-9 dove i suoi compagni invece non odono nulla ma vedono la luce; inoltre, mentre in At9,3-7 durante tale episodio solo Paolo cade a terra, secondo invece At26,12-14 anche tutti i suoi compagni di viaggio cadono a terra; infine, secondo At9,3-19 Paolo a Damasco riceve le istruzioni tramite Anania, mentre secondo At26,12-18 Paolo a Damasco riceve le istruzioni da Gesù stesso. Gli studiosi dell'interconfessionale Bibbia TOB, in merito a tali contraddizioni storiche, ritengono che "raccontando a tre riprese, con differenze notevoli, questo avvenimento, Luca ne sottolinea l'importanza" e "il contenuto e lo stile di questi discorsi sono adattati ai rispettivi uditori. Ciò spiega, almeno in parte, le differenze abbastanza notevoli che presentano tra loro"; anche gli esegeti curatori del cattolico "Nuovo Grande Commentario Biblico" evidenziano come - ad esempio, in merito alla discordanza che i compagni di Paolo vedano o meno la luce al momento della manifestazione divina - i resoconti non siano storici ma, secondo la teologia lucana, "il mutamento è intenzionale: la luce ora è rivelatoria piuttosto che aggressiva e la voce ora inizia un messaggio che è solo per Paolo. La tradizione su Saulo viene abilmente rielaborata e diventa la storia della sua diretta investitura da parte del Cristo risorto" e per Luca "molte delle variazioni di particolari nelle tre versioni risulteranno funzionali a questo interesse, come per esempio la soppressione della leggendaria sequenza della guarigione dalla cecità, le differenze negli effetti sensori della apparizione e la finale soppressione del battesimo di Saulo". Rilevano, inoltre, gli studiosi della École biblique et archéologique française (i curatori della Bibbia di Gerusalemme) che, rispetto alla componente narrativa e teologica di Luca, "il valore storico degli Atti degli Apostoli non è uguale. Da una parte le fonti di cui Luca disponeva non erano omogenee; dall'altra, nell'utilizzo delle sue fonti Luca godeva di una libertà abbastanza vasta [...] e subordinava i dati storici al suo disegno letterario e soprattutto ai suoi interessi teologici" e quindi "si constata un certo contrasto tra il ritratto di Paolo delineato negli Atti e l'autoritratto che Paolo dà di sé nelle sue lettere"; anche Raymond Brown, evidenzia che "uno studio del Vangelo di Luca e degli Atti mostra che Luca aveva delle carenze come storico" e molti studiosi ritengono di conseguenza che lo stesso Luca non sia stato compagno di viaggio di Paolo.

 Le discordanze permangono - tra gli Atti degli Apostoli e gli scritti dello stesso Paolo - anche per quanto avvenuto subito dopo la sua conversione: secondo gli Atti, da Damasco - dopo avervi trascorso parecchi giorni a parlare e predicare agli ebrei - Paolo si reca subito a Gerusalemme e si incontra con il gruppo degli apostoli, mentre nella sua Lettera ai Galati Paolo riferisce, al contrario, che da Damasco - dove dice invece di non aver parlato con nessuno - aspetta tre anni per recarsi a Gerusalemme e qui si incontra solo con Pietro e poi Giacomo e, come precisano gli esegeti del "Nuovo Grande Commentario Biblico", la versione degli Atti "colloca la conversione e la prima visita a Gerusalemme, molto più vicine l'una all'altra che non i «tre anni» di cui parla Gal1,18-20.".
Una teoria sostiene che l'evento descritto nella Bibbia, compresi gli effetti fisici sugli occhi di Saulo, corrisponde perfettamente alla visione di una grossa meteora.

## Festa liturgica
La liturgia cattolica ricorda l'evento della conversione di Paolo con una festa il 25 gennaio, attestata in alcuni martirologi medievali a partire dal IX secolo.
Attualmente la festa conclude anche la Settimana di preghiera per l'unità dei cristiani.

### Riferimenti
1. ↑   At 9,1-9, su La Parola - La Sacra Bibbia in italiano in Internet.
2. ↑   At 22,6-11, su La Parola - La Sacra Bibbia in italiano in Internet.
3. ↑   At 26,12-18, su La Parola - La Sacra Bibbia in italiano in Internet.
4. ↑   At 9,10-19; 22,12-16, su La Parola - La Sacra Bibbia in italiano in Internet.
5. ↑   At 9,15, su La Parola - La Sacra Bibbia in italiano in Internet.
6. ↑   Gal 1,11-17, su La Parola - La Sacra Bibbia in italiano in Internet.
7. ↑   Fil 3,3-17, su La Parola - La Sacra Bibbia in italiano in Internet.
8. ↑   1Tm 1,12-17;, su La Parola - La Sacra Bibbia in italiano in Internet.
9. ↑   Rm 7,7-25, su La Parola - La Sacra Bibbia in italiano in Internet.
10. 1 2   At9,3-7, su laparola.net..
11. ↑   At22,6-9, su laparola.net..
12. ↑   At26,12-14, su laparola.net..
13. ↑   At9,3-19, su laparola.net.
14. ↑   At26,12-18, su laparola.net..
15. ↑  Bibbia TOB, Elle Di Ci Leumann, 1997, pp. 2506, 2543, ISBN 88-01-10612-2.
16. ↑  Raymond E. Brown, Joseph A. Fitzmyer, Roland E. Murphy, Nuovo Grande Commentario Biblico, Queriniana, 2002, pp. 971, 993, ISBN 88-399-0054-3.
17. ↑  Cfr anche: Bart Ehrman, Il Nuovo Testamento, Carocci Editore, 2015, pp. 294-296, ISBN 978-88-430-7821-9; John Dominic Crossan, Who killed Jesus?, HarperOne, 1995, p. 204, ISBN 978-0-06-061480-5; Corrado Augias e Remo Cacitti, Inchiesta sul cristianesimo, Mondadori, 2012, pp. 41-42, 67, ISBN 978-88-04-59702-5.
18. ↑  Bibbia di Gerusalemme, EDB, 2011, pp. 2576-2578, ISBN 978-88-10-82031-5.
19. ↑   At9,19-30, su laparola.net..
20. ↑   Gal1,16-20, su laparola.net..
21. ↑  Raymond E. Brown, Joseph A. Fitzmyer, Roland E. Murphy, Nuovo Grande Commentario Biblico, Queriniana, 2002, pp. 972-973, ISBN 88-399-0054-3.
22. ↑   Bart D. Ehrman, Jesus, Interrupted- Revealing the Hidden Contradictions in the Bible, HarperCollins Publishers, 2009, pp. 55-56, ISBN 978-0-06-186327-1.
23. ↑  Bart Ehrman, I Cristianesimi perduti, Carocci Editore, 2005, pp. 221-222, ISBN 978-88-430-6688-9.
24. ↑   Falling meteor may have changed the course of Christianity - space - 22 April 2015 - New Scientist, su newscientist.com. URL consultato il 24 aprile 2015.
25. ↑   William K. Hartmann, Chelyabinsk, Zond IV, and a possible first-century fireball of historical importance, vol. 50, n. 3, DOI:10.1111/maps.12428.